# かぎ針編み

かぎ針編みの帽子をかぶった星由里子（1963年）

かぎ針編み（かぎばりあみ）は、かぎ針と呼ばれる道具を用いる編み物。帽子などの小物類、バッグ、あみぐるみ、チョッキ、カーディガン、テーブルクロス、ドイリーなどを編むことができる。かつては男性ものの衣料にも用いられたが、現在は小物類以外にはほとんど用いられない。

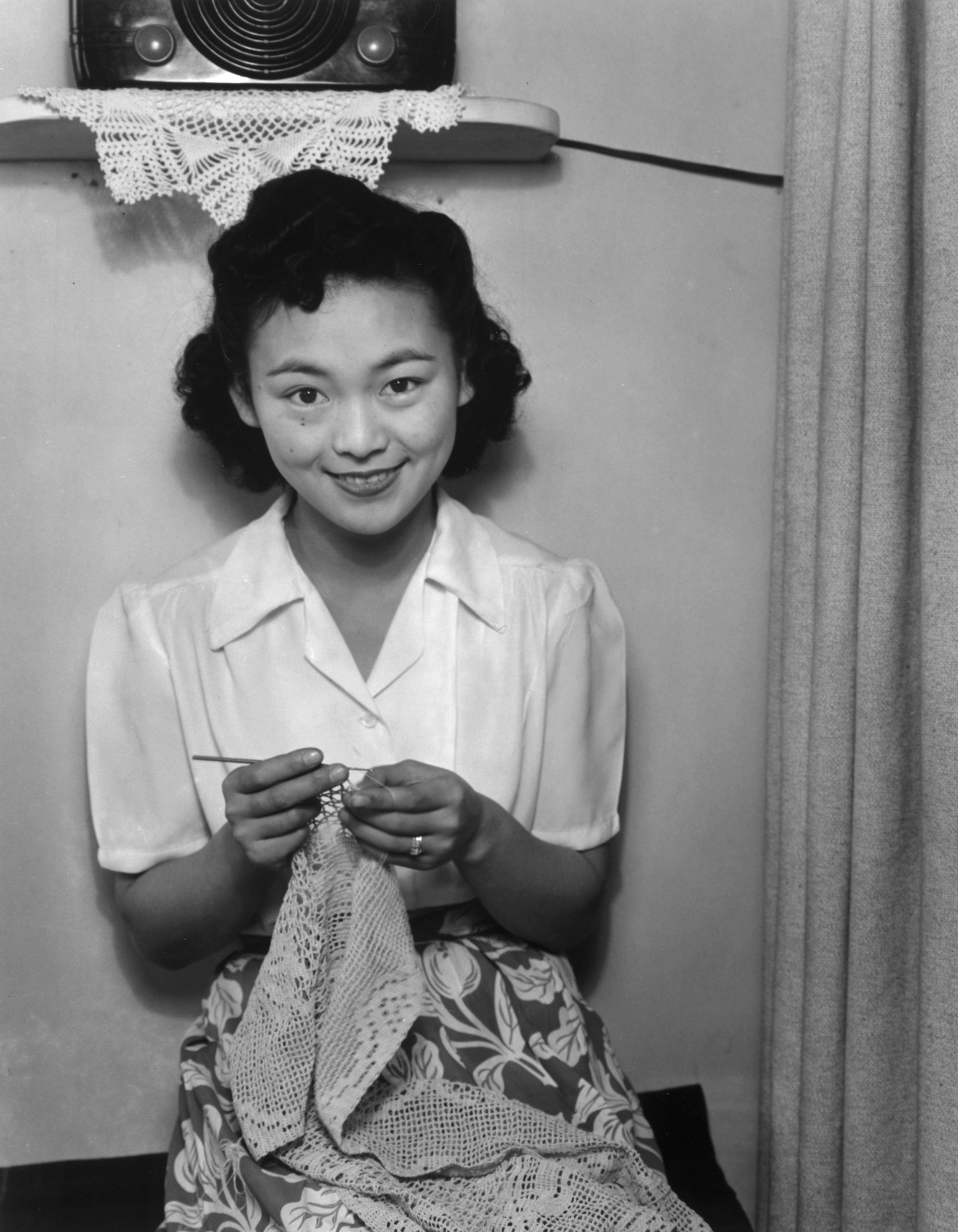
クロッシェレースをするマンザナー強制収容所の日系人女性（1943年）

日本では、昭和40年代頃までは棒針編みよりもかぎ針編みが盛んであった。その後、かぎ編みより棒針編みが全盛となるが、近年では手作り雑貨の流行などにより、かぎ針編みの小物の可愛さや、針1本でできる手軽さが見直され、再びブームになっている。

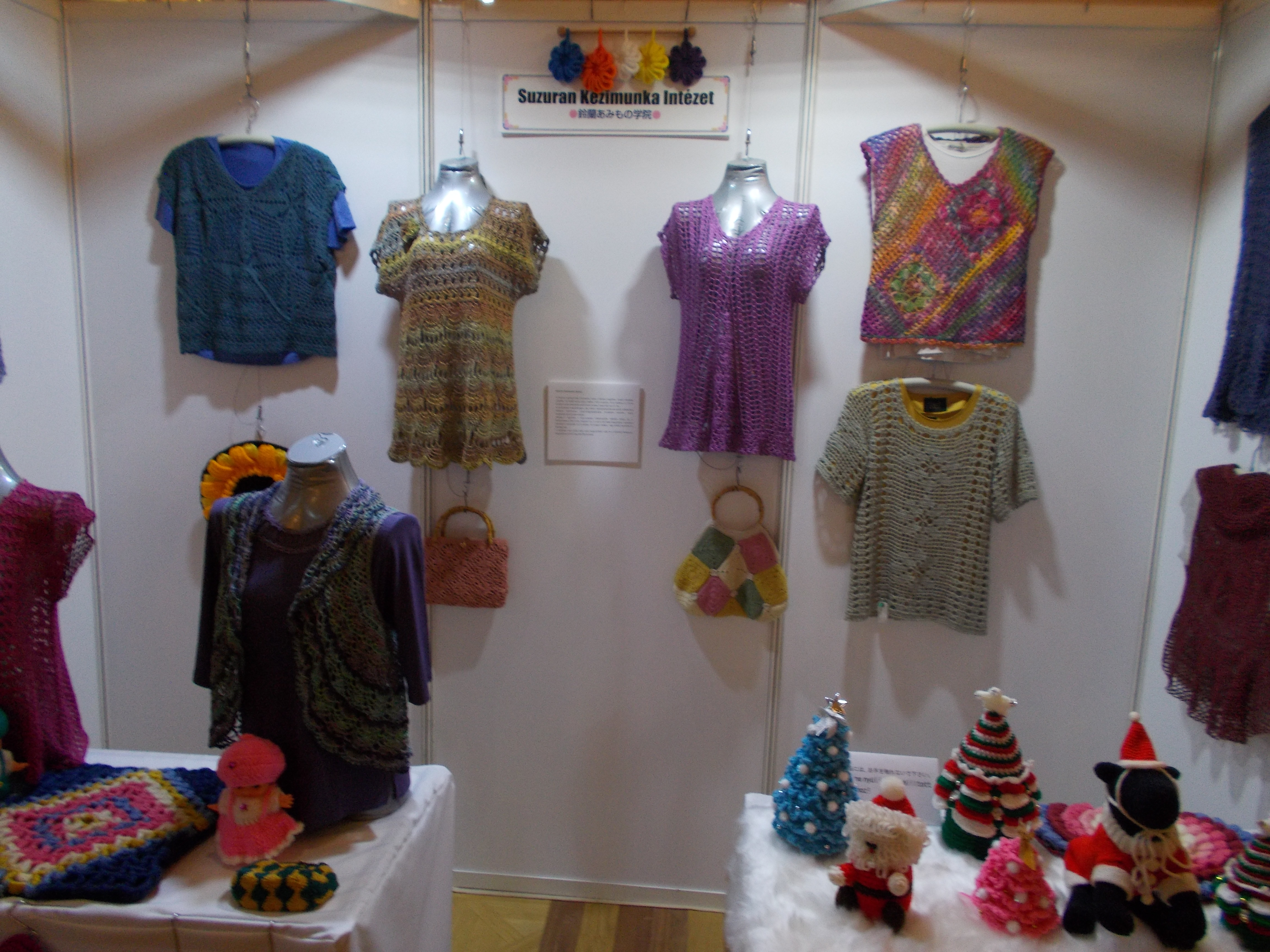
いろんな鍵編み

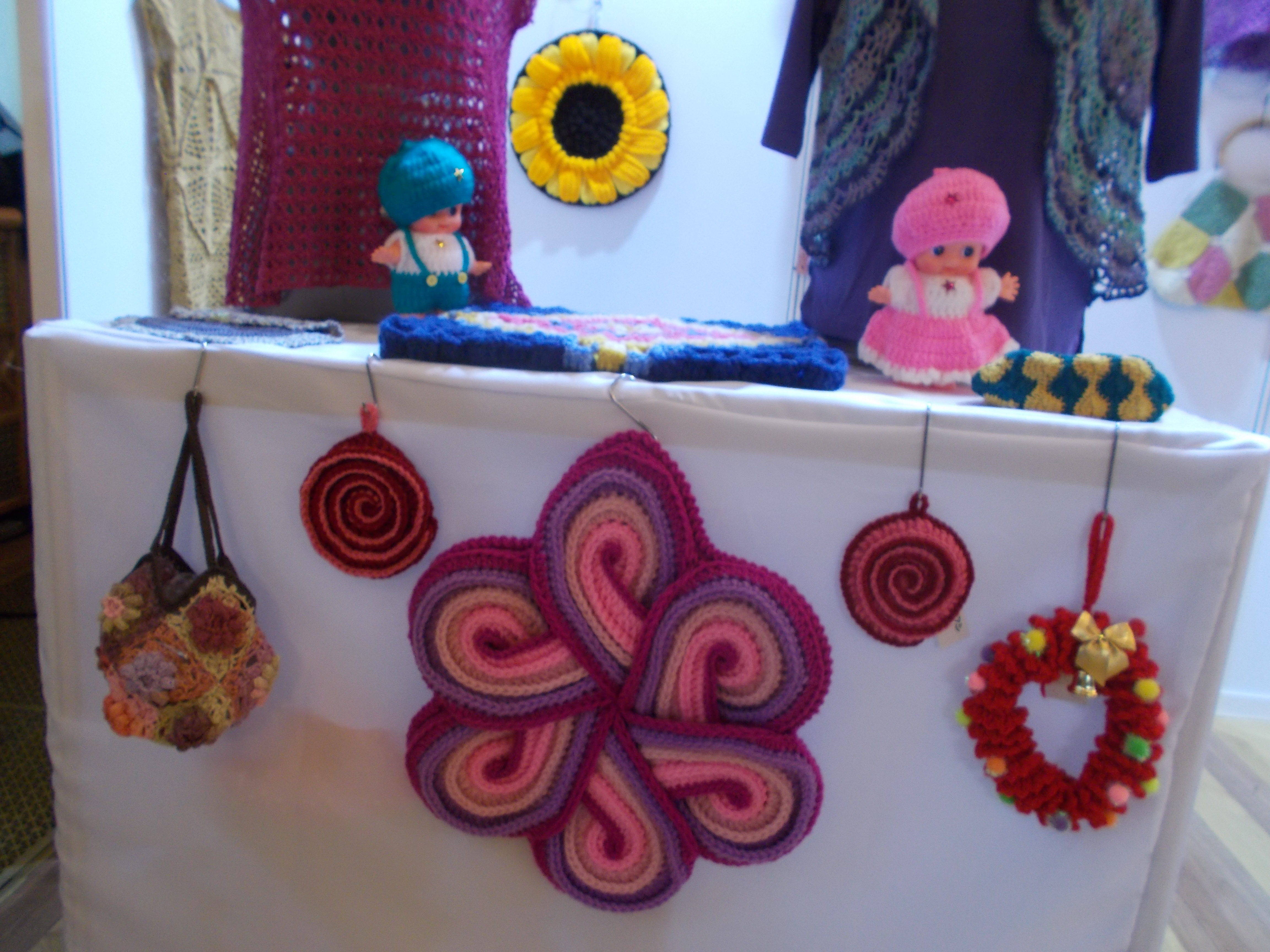

また、オレク、ロンドン・ケイ（London Kaye）などに代表される、かぎ針編みによるアート作品も現れ、ヤーンボミングと呼ばれる活動も現れている。

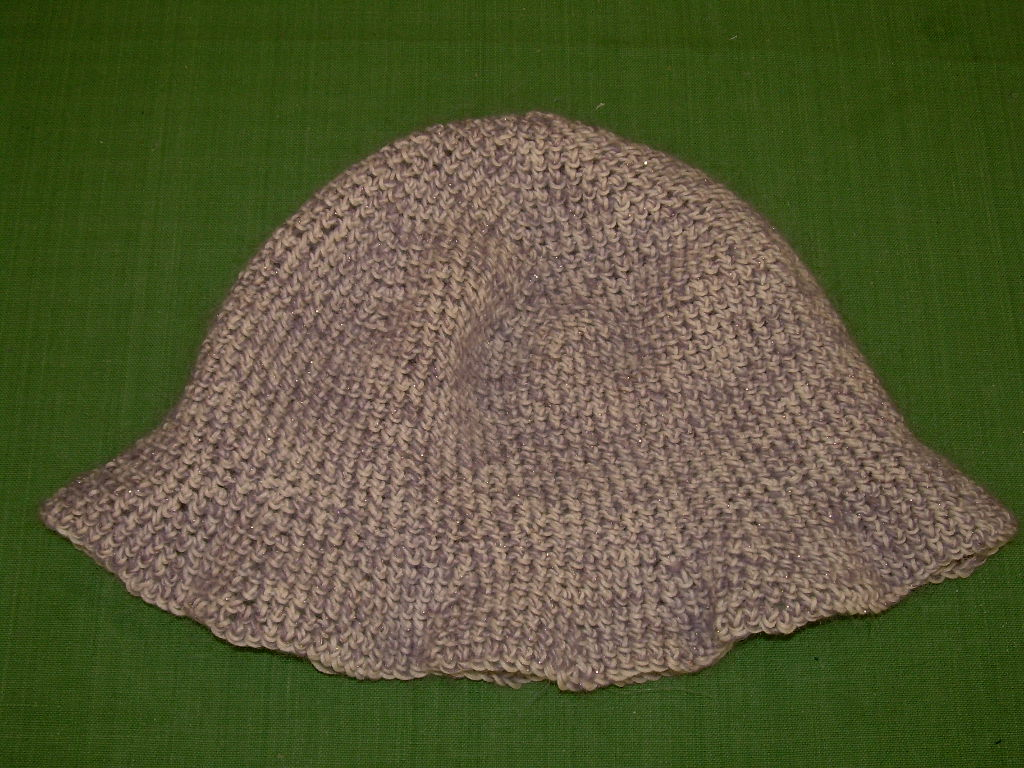
かぎ針編みの帽子
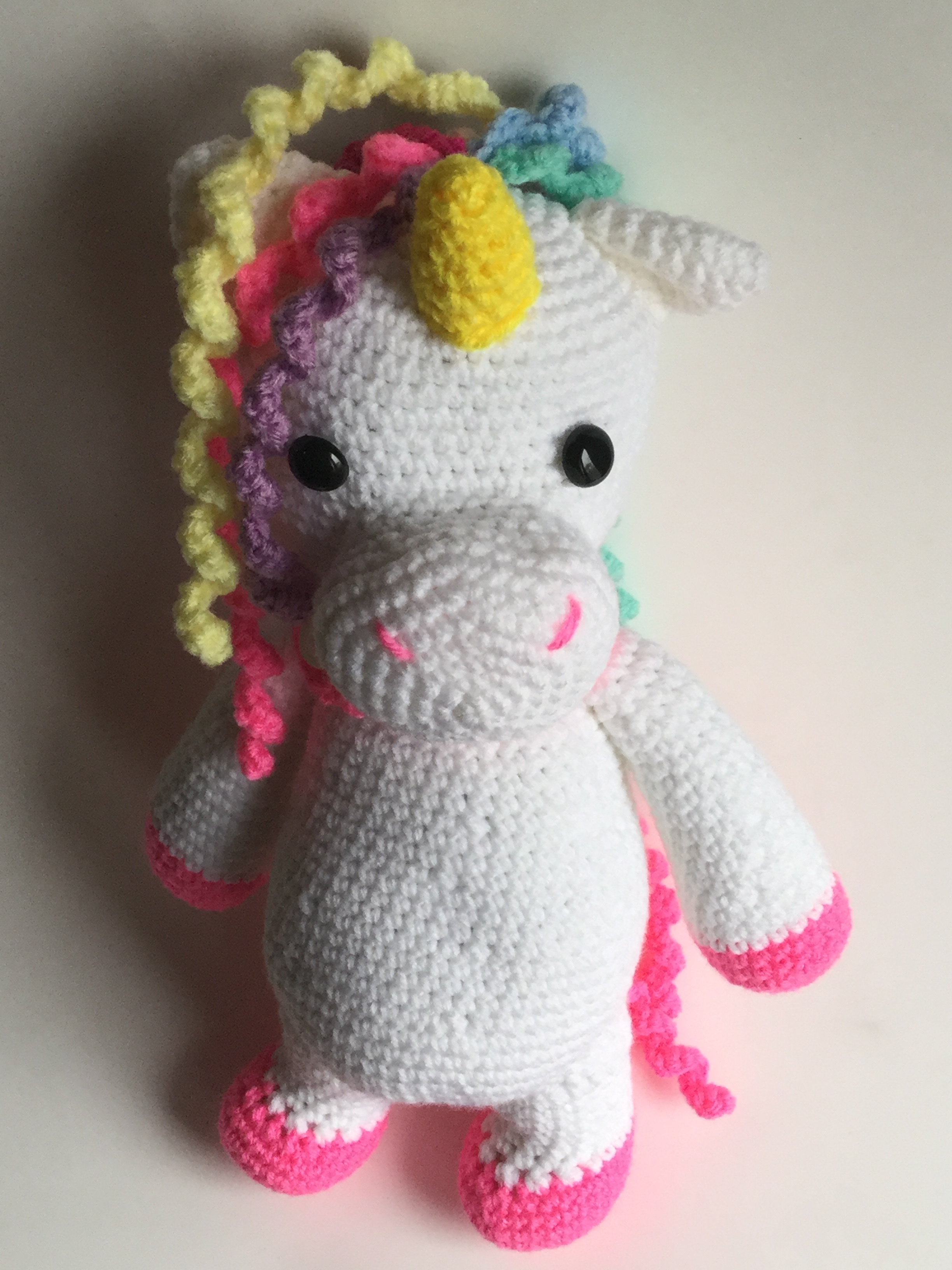
あみぐるみのユニコーン
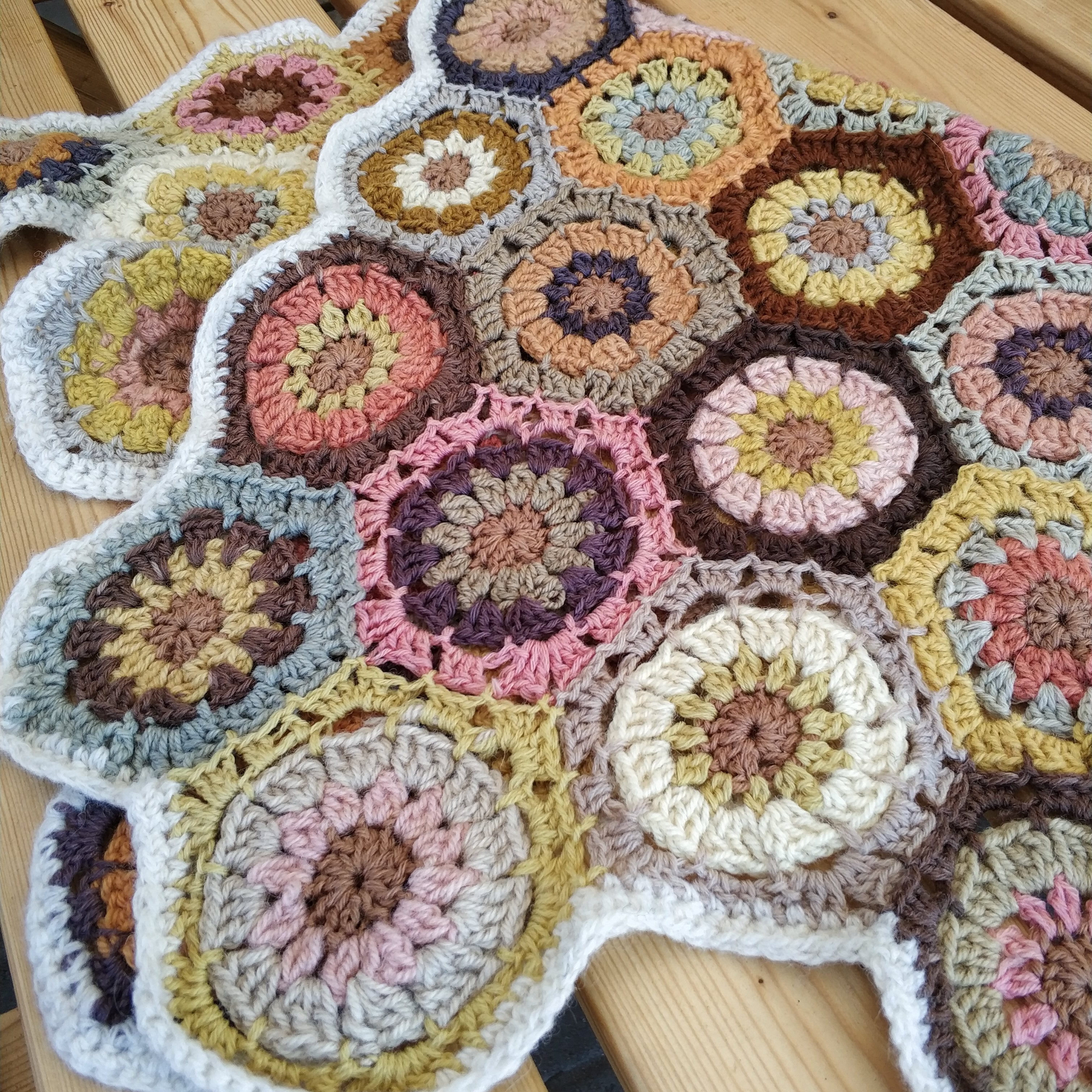
ブランケット
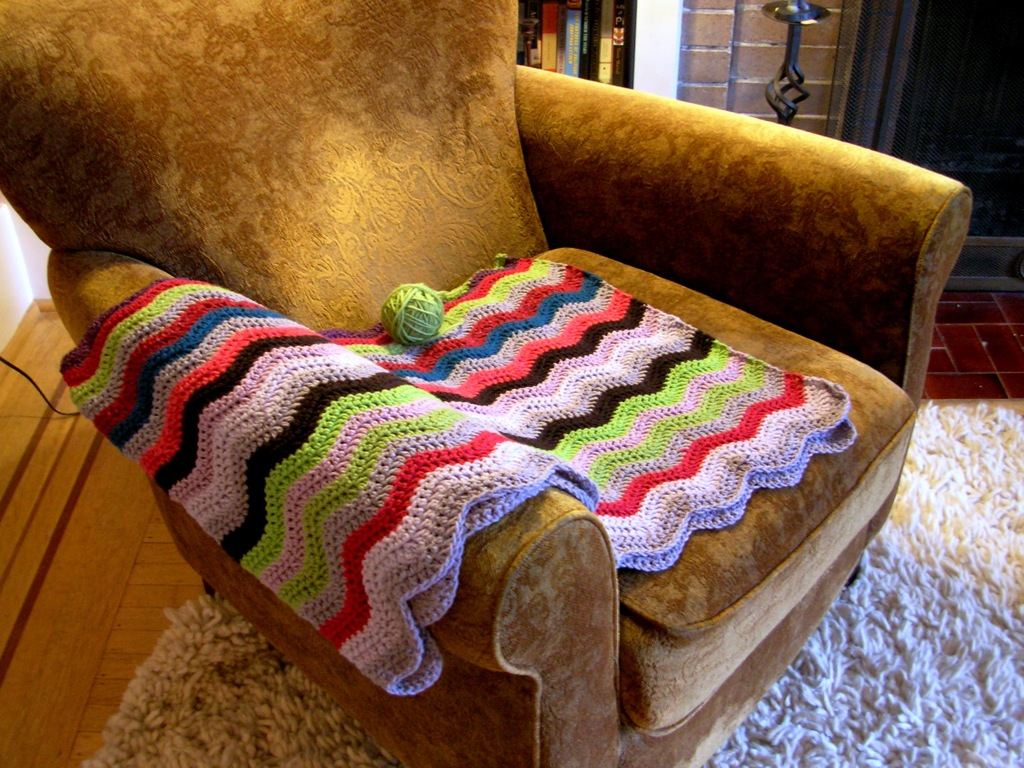
アフガン編みのアフガンブランケット
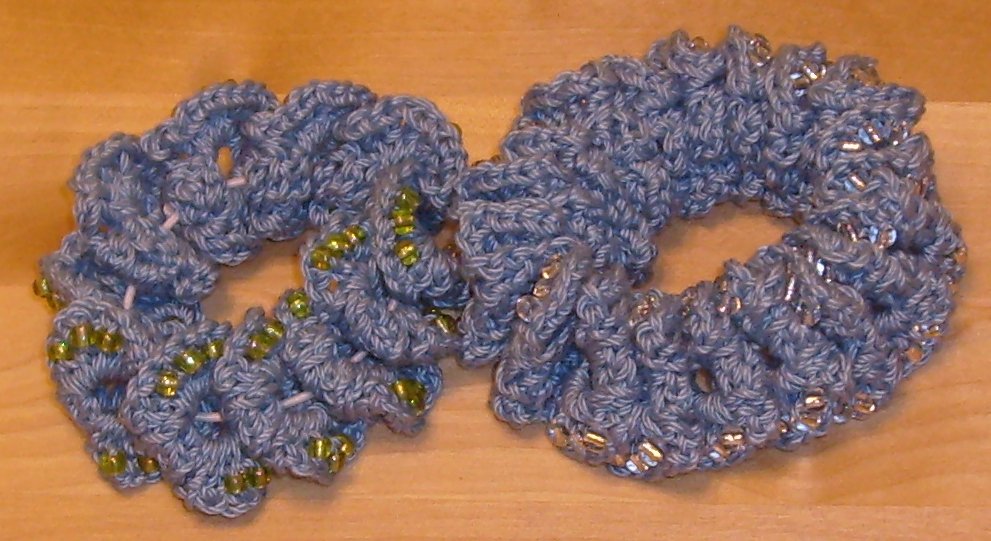
ビーズクロッシェのシュシュ

## 特徴
- 透かし模様は編みやすいが、配色模様は編みにくい。
- 棒針編みと比べて、編地の伸縮性が非常に少ない。
- 立体的なものを編むのが比較的容易である。

## 道具

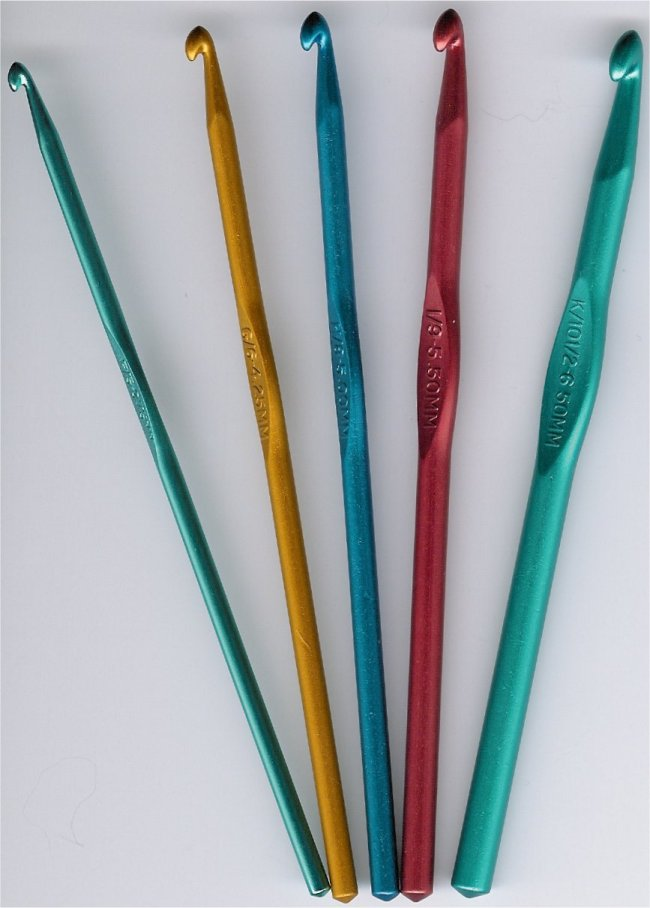
かぎ針

棒針編みでは、編み棒を2本から5本使い、編みたい模様によっては縄編み針などの補助具が必要であるのに対して、かぎ針編みではほとんどの場合、かぎ針一本だけで編める。

### かぎ針
- 棒の先端がかぎ爪状になっており、様々な太さがある。通常、日本では針軸の直径に従って号数で表す（それぞれの標準の規格は以下の通り）。
  - 1/0号  (1.8mm)
  - 2/0号（2.0mm）
  - 3/0号（2.3mm）
  - 4/0号（2.5mm）
  - 5/0号（3.0mm）
  - 6/0号（3.5mm）
  - 7/0号（4.0mm）
  - 8/0号（5.0mm）
  - 10/0号（6.0mm）
  - ジャンボ7ミリ（7.0mm）
  - ジャンボ8ミリ（8.0mm）
  - ジャンボ10ミリ（10.0mm）
- レース糸用の細いものは、レース針と呼ばれる（それぞれの標準の規格は以下の通り）。
  - 0号（1.75mm）
  - 1号（1.60mm）
  - 2号（1.50mm）
  - 4号（1.25mm）
  - 6号（1.00mm）
  - 8号（0.90mm）
  - 10号（0.75mm）
  - 12号（0.60mm）
- 棒の片側がかぎになっているものを片かぎ針、両側がかぎになっているものを両かぎ針という。
- 針軸が樹脂製の太い軸から出ているタイプのものをペンタイプという。軸が太く握りやすいため初心者に薦められるほか、手の疲れを軽減させるとして上級者にも用いられる。

### ヘアピンレース棒
- かぎ編みの一種である、ヘアピン編み（後述）を行う際にのみ用いる。U字形になった金属の棒が、最もオーソドックスなものである。

### 綴じ針
- 先が丸く、針穴が細長い針。糸端を始末したり、生地同士をつなげるのに使う。ない場合はかぎ針で代用できるが、綴じ針の方がきれいに仕上がる。レース糸の場合は、クロスステッチ用の先が丸い刺しゅう針が利用できる。

## 技法
- 鎖編み、細編み、長編みさえ編めれば、なんでも編めるのがかぎ針編みである。たとえこの3技法しか知らなくても、かなりたくさんの模様、作品を編むことができる。
- ルーマニアンマクラメの立体的なぶどうの実を作る事もできる。

### 基本
- 鎖編み（作り目及び透かし編みの渡り糸に用いる）
- 引き抜き編み（高さ0）
- 細編み[こまあみ]（高さ1。ヘアピン編みのときは基本この編み方）
- 中長編み（高さ2）
- 長編み（高さ3）
- 長々編み（高さ4）
- 三つ巻き長編み（高さ5）
- バック細編み（基本は縁編みに用いる。うねを作りながら、後ろ向きに進む）

### 応用
- X編みY目一度（減らし目に用いる）
- 玉編み
- パプコーン編み
- 階段増やし目（編み足に編む。ドイリーなどを編む際に用いる場合がある）
- 階段減らし目（針に残した糸を、細編みで伏せながら減らす）
- シェル編み
- えび編み（巾着袋などの紐に用いる。鎖編みよりも太い紐が編める）
- 引き上げ編み（表・裏）
- メリヤス細編み

## 主な模様
- ネット編み
- 格子模様
- 市松模様
- シェル編み
- パイナップル模様
- 松葉模様
- 麻の葉模様

## 平編み、円編み、輪編み
- 平編みは、端まで行くと編地を裏返して編む編み方である。鎖編みの作り目。
- 円編みは、ぐるぐると一方通行で円を作るように編む編み方である。棒針編みでは外から編み最後にしぼる場合と糸輪の作り目から外に編み広げる場合があるが、かぎ針編みの場合ふつうは内から外に編む。その場合は糸輪の作り目。
- 輪編みは、たとえばセーターの袖などの円筒形を、ぐるぐると一方通行に編むことを言う。円編みは中心が閉じているのに対して、輪編みは筒になっている。

## ヘアピン編み
先に述べた道具に、糸を8の字に巻きながら中央で細編みを縦に編み、最後に道具から糸をはずしてブレードのできあがり。 このブレードをつなぎ合わせてマフラーなどを作る。

## モチーフつなぎ
円編みのモチーフを繋ぎ合わせて、テーブルクロスなどをつくる。繋ぎ方は、モチーフを編みながら繋ぐやり方、後でまとめて繋ぐやり方、最後に綴じ付けて繋ぐやり方の3通りがある。また、モチーフの半分を糸を切らずに繋げて必要枚数編み、その後モチーフの残り半分を編んでいく連続編みという方法もある。